# XV. Károly svéd király
XV. Károly (svédül: Karl XV, teljes nevén Károly Lajos Jenő, svédül: Carl Ludvig Eugen; Stockholm, 1826. május 3. – Malmö, 1872. szeptember 18.) a Bernadotte-házból származó svéd királyi herceg, Skåne hercege, I. Oszkár svéd király és Joséphine de Beauharnais legidősebb gyermeke. Apja 1859-es halálát követően svéd király  XV. Károly, valamint norvég király IV. Károly néven. Uralma idején a királyi hatalom fokozatosan meggyengült, miközben a Riksdag és a végrehajtó szervek megerősödtek. Külpolitikájában Franciaország barátságát kereste, míg a németekkel szemben ellenzéki álláspontot képviselt.

## Élete

### Származása, ifjúkora
1826-ban született a stockholmi királyi palotában, születésekor a Skåne hercege címet kapta. Édesapja Oszkár svéd koronaherceg, a későbbi I. Oszkár svéd király, édesanyja Joséphine de Beauharnais, Itália alkirályának lánya volt. Szüleinek ő volt legidősebb gyermeke, testvérei:
- Ferenc Gusztáv Oszkár, Uppland hercege (1827–1852).
- Oszkár Frigyes (1829–1907), később II. Oszkár néven Svédország és Norvégia királya.
- Sarolta Eugénia Auguszta svéd királyi hercegnő (1830–1889).
- Károly Miklós Ágost, Dalarna hercege (1831–1873).

Apja törvénytelen kapcsolataiból további három féltestvére született. Bár édesanyjuk katolikus volt, a házassági szerződés értelmében a gyermekeket evangélikus hitre nevelték. Nevelőik között volt a svéd filozófus, Christopher Jacob Boström és Otto Aubert norvég tanár.

### Uralkodása
1856-ban és 1857-ben rövid ideig Norvégia alkirálya volt. Apja a betegsége miatt 1857. szeptember 25-én régensnek nevezte ki. Apja 1859-ben meghalt, ekkor lett Svédország és Norvégia királya. Svéd királlyá 1860. május 3-án, norvég uralkodóvá pedig augusztus 5-én koronázták.
Durva és nyers modora sokakban kétségeket keltett, hogy megfelelő népszerűségnek fog-e örvendeni, de a későbbiekben nagyon kedvelt uralkodó vált belőle. Uralkodását a mélyreható reformok és a liberális gondolkodásmód jellemezte. Uralkodása alatt – melynek jelmondata „Törvénnyel országot lehet építeni” (Land skall med lag byggas) volt – megfelelő közösségi (1862), egyházi (1863) és büntető (1864) törvénykezés került kidolgozásra. Az újító törvények bevezették az önkormányzati rendszert, valamint biztosították a vallásszabadságot és a törvény előtti egyenlőséget. 1865-66-ban segítette Louis De Geer-t a parlament, a Riksdag megreformálásában, melynek keretében az addig négykamarás (külön a nemességnek, a papoknak, a polgároknak és a parasztságnak) törvényhozást kétkamarássá alakították. A reform értelmében az alsóházat közvetlenül választották, (21. életévüket betöltött, a cenzushoz kötött, azaz csak a vagyonos, adót fizető polgárok szavazhattak) felsőházat pedig a vidéki és városi gyűlések nevezhették meg. A népképviseleti alkotmány 1866. június 22-én lépett életbe, az első kormányfő pedig Geer lett.
A 19. század második felében felgyorsult az iparosodás, és Károly is nagy gondot fordított az infrastruktúra fejlesztésére, uralkodása alatt megannyi vasutat, csatornahálózat adtak át, továbbá széles távíróhálózatot alakítottak ki.
Lelkes híve volt a három északi királyság politikai és kulturális együttműködésének, az ún. skandinavizmusnak, s mint ilyen az 1864-es Schleswig-Holstein konfliktusban támogatást ígért Dániának, de miniszterei nem támogatták, így tényleges segítséget nem tudott nyújtani. A segítség elmaradásában közre játszott az a tényező is, hogy a nyugati hatalmak nem álltak mellé, így csak diplomáciai úton tudta valamelyest segíteni Dániát, melynek uralkodója jó barátja volt Károlynak. A norvégokkal azonban konfliktusba került, mikor a norvég országgyűlés (storthing) 1859-ben el akarta venni Károly azon jogát, hogy Norvégiának helytartókat nevezzen ki, a király nem szentesítette ezt a határozatot. Később utóda, Oszkár a konfliktust úgy rendezte, hogy 1873-ban eltörölte a tisztséget.
A szépirodalom és zene iránt nagy rokonszenvvel viseltetett és maga is működött irodalmilag. Műveinek egy részét X. álnév alatt tette közzé. Munkáiban az iskolaüggyel és a börtönreformokkal foglalkozott, de kedvenc témája a hadügy volt. Munkái: Fösterbröderna (Stockholm, 1848); Heidi, Gylfes datter, En Vikingasana, Dikter.
1863-ban En samling dikter af C. (C. verseinek gyűjteménye) és 1865-ben Smärre dikter af C. (C. rövid versei) címmel jelentek meg verseskötetei, melyeket több nyelvre, köztük magyarra is lefordítottak. A festészettel is próbálkozott, főleg tájképeket festett. 1856 és 1870 között képzőművészeti kiállításokon is részt vett. Ismertebb képei: Motiv från Värmdö, 1865; Landskap från Gudbrandsdalen, 1866; Landskap från Hardanger, 1872; Norskt landskap, 1871.
Térképészettel is foglalkozott, három térképén Svédország vasiparát, erdőterületét és domborzati viszonyait ábrázolta.

### Családja
1850. június 19-én, Stockholmban feleségül vette Lujza holland királyi hercegnőt, I. Vilmos holland király unokáját. A házaspár jellemében és személyiségében teljesen más volt; Lujza imádta férjét, míg férje inkább más nőket részesített előnyben. Szeretői között voltak a kor legnépszerűbb színésznői: Hanna Styrell és Elise Jakobsson-Hwasser, akik mellett visszahúzódó felesége háttérbe szorult. Házasságukból két gyermek született:
- Lujza Jozefina Eugénia (Lovisa Josefina Eugenia; 1851–1926) nevű lányával bensőséges kapcsolatot alakítottak ki, ő később a dán király, VIII. Frigyes felesége lett. Kapcsolatukból született a későbbi független Norvégia első uralkodója, VII. Haakon.
- Károly Oszkár Vilmos Frigyes (1852–1854) Sudermannia hercege, aki alig több mint egyévesen halt meg, miután kanyaróval fertőződött meg, melyre az orvosok hideg vizes fürdőt írtak elő, így tüdőgyulladás okozta végül halálát.

Károly kitűnő vadász, sportember és táncos hírében állt. Egy esés következtében csípőrándulást szenvedett, sebesülése nem látszott súlyosnak, azonban szeptember 18-án elhunyt.
Károly király 1872-ben bekövetkezett halálakor fiú örököse nem lévén öccse, Oszkár örökölte a trónt. A svéd királyok szokásos temetkezési helyén, a Riddarholmskyrkanban helyezték örök nyugalomra. Bár egyenes ági leszármazottai nem ültek a svéd trónon, lánya révén Dánia, Luxemburg, Görögország, Belgium és Norvégia királyi családjaiba is bekerültek leszármazottai.